# Lê Hữu Phúc
Lê Hữu Phúc (sinh năm 1954) là một chính khách người Việt Nam. Ông từng là Bí thư Tỉnh ủy, Chủ tịch Hội đồng nhân dân tỉnh Quảng Trị. Trong Đảng Cộng sản Việt Nam, ông là Ủy viên Trung ương Đảng khóa X, XI.

## Tiểu sử
Ông Lê Hữu Phúc sinh ngày 20 tháng 4 năm 1954, quê quán xã Triệu Lăng, huyện Triệu Phong, tỉnh Quảng Trị.

## Sự nghiệp
Ngày 1 tháng 4 năm 2009, ông Lê Hữu Phúc, Ủy viên Trung ương Đảng, Phó Bí thư Tỉnh ủy, Chủ tịch UBND tỉnh Quảng Trị, đã chính thức giữ chức vụ Bí thư Tỉnh ủy, thay ông Nguyễn Viết Nên nghỉ hưu theo chế độ.
Ngày 10 tháng 6 năm 2009, tại kỳ họp bất thường HĐND tỉnh Quảng Trị, ông Lê Hữu Phúc, Ủy viên Trung ương Đảng, Bí thư Tỉnh ủy, đã được bầu làm Chủ tịch HĐND tỉnh thay ông Nguyễn Viết Nên, nguyên Bí thư Tỉnh ủy, Chủ tịch HĐND tỉnh Quảng Trị, đã từ nhiệm do đến tuổi nghỉ hưu.
Tại Đại hội Đại biểu Đảng bộ tỉnh Quảng Trị lần thứ XV nhiệm kỳ 2010-2015, diễn ra từ ngày 23 - 26/9/2010, ông Lê Hữu Phúc, Ủy viên Trung ương Đảng, Bí thư Tỉnh ủy, Chủ tịch HĐND tỉnh Quảng Trị được bầu lại làm Bí thư Tỉnh ủy Quảng Trị.
Ngày 23 tháng 9 năm 2015, tại TP Đông Hà (tỉnh Quảng Trị) đã khai mạc Đại hội Đảng bộ tỉnh Quảng Trị lần thứ XVI nhiệm kỳ 2015-2020. Ông Lê Hữu Phúc, Ủy viên Trung ương Đảng, Bí thư Tỉnh ủy, Chủ tịch HĐND tỉnh Quảng Trị đã phát biểu khai mạc Đại hội. Trong phiên làm việc buổi chiều, các đại biểu đã tiến hành bầu Ban Chấp hành Đảng bộ. Ông Nguyễn Văn Hùng được bầu giữ chức Bí thư Tỉnh ủy.